# Elecciones a la Cámara de Representantes de los Estados Unidos de 2008 en California
Las Elecciones a la Cámara de Representantes de los EE. UU. de 2008 en California fueron unas elecciones que se hicieron el 4 de noviembre de 2008 para escoger a los 53 Representantes por el estado de California. De los 53 distritos congresionales en juego, 34 lo ganaron los Demócratas y 19 los Republicanos.